# Akçaabat-Fatih-Stadion
Das Akçaabat-Fatih-Stadion (türkisch Akçaabat Fatih Stadı oder Akçaabat Fatih Stadyumu) war ein Fußballstadion in der türkischen Stadtgemeinde Akçaabat der  Provinz Trabzon am Schwarzen Meer. Es wurde 1982 fertiggestellt und war die Heimspielstätte des Fußballclubs Akçaabat Sebatspor. Zuletzt bot es 6238 Zuschauerplätze. Es wurde 2018 abgerissen. Heute befindet sich an der Stelle die Parkanlage Akçaabat millet parki.